# Римская мифология
Ри́мская мифоло́гия — совокупность традиционных историй, относящихся к легендарному происхождению Древнего Рима и его религиозной системе, представленных в литературе и изобразительном искусстве римлян. Термин «римская мифология» может относиться также к современному изучению этих представлений, а также к материалам из других культур любого периода, в которых рассматривается римская литература и искусство.
Римляне обычно трактовали эти традиционные повествования как исторические, даже если они содержат чудеса или элементы сверхъестественности. Повествования часто связаны с политикой и моралью и с тем, как личная неприкосновенность человека соотносится с его ответственностью перед обществом и Римским государством. Важной темой является героизм. Когда повествование касалось римской религиозной практики, оно больше было связано с ритуалами, предсказаниями и общественными институтами, чем с теологией или космогонией.
В отличие от Древнегреческой мифологии, римские божества были более отвлечёнными и абстрактными. Различались и взгляды двух народов на саму божественную природу. Мифология Рима, прежде всего, основывалась на жизни людей, рождённых в союзе бога и смертной женщины и  совершённых ещё при жизни подвигах. Римляне считали, что боготворя такого человека, оказывая различные почести после смерти, можно успокоить его душу.
Изучение римской религии и мифов осложняется ранним влиянием греческой религии на Апеннинском полуострове в протоисторический период истории Рима, а позже художественным подражанием римских авторов греческим литературным образцам. Римляне с любопытством стремятся отождествить своих собственных богов с греческими (см. Соответствие римских и греческих богов) и дают новое толкование повествований о греческих божествах под именами своих римских аналогов. Ранние римские мифы и легенды имеют также динамичные переплетения с этрусской религией, менее документированной, чем греческая.
Хотя в римской мифологии, может быть, не хватает столь широкого божественного повествования, как в греческой литературе, но тем не менее изображение Ромула и Рема, сосущих волчицу, является столь же знаменитым, как любое изображение из греческой мифологии, за исключением троянского коня. Поскольку латинская литература была более широко известна в Европе в Средние века и в эпоху Возрождения, интерпретация греческих мифов римлянами часто имели большее влияние на живописные представления о «классической мифологии», чем греческие источники. В частности, версии греческих мифов в Метаморфозах Овидия, написанные во время правления Августа, стали рассматриваться как канонические.

## Характер римского мифа
Поскольку ритуал играет центральную роль в римской религии, как и в мифах, созданных греками, иногда возникает сомнение по поводу того, что большая часть римских мифов имеет исконно римское происхождение. Это восприятие является продуктом романтизма и антиковедения XIX века, которые расценивают греческую цивилизацию как более «достоверно творческую». Но от Ренессанса до XVIII века римские мифы были частью вдохновения для европейской живописи. Римские традиции особенно богаты историческими мифами или легендами, касающимися основания и возвышения города. Эти повествования сосредоточены на человек-деятеле, в жизни которого бывают лишь случайные вмешательства божества, но всепроникающее чувство божественности всегда сопровождает его судьбу. В ранний период Рима история и миф имеют взаимные и взаимодополняющие отношения. Как отмечает Т. П. Уайзман:

Римская история все ещё имеет такое же значение, какое она имела для Данте в 1300 году, Шекспира в 1600 году и отцов-основателей Соединённых Штатов в 1776 году. Что нужно для того, чтобы быть свободным гражданином? Может ли сверхдержава быть ещё и республикой? Как благонамеренная власть превращается в убийственную тиранию?

Основными источниками римских мифов являются Энеида Вергилия и первые несколько книг истории Ливия. Другими важными источниками являются Фасты Овидия, шеститомная книга стихотворений, структурированных под римский религиозный календарь, и четвёртая книга элегий Проперция. Сцены из римских мифов появляются также в римской настенной живописи, на монетах и в скульптуре, в частности, на рельефах.

### Мифы об основании Рима
Энеида и ранняя история Ливия являются самыми лучшими из всех существующих источников по мифам об основании Рима. Материал из греческой героической легенды был привит на местное племя в самом начале её истории. Троянский царевич Эней женился на Лавинии, дочери царя Латина, легендарного предка латинян, от имени которого и произошло название племени. Именно они через запутанную ревизионистами генеалогию являются предками Ромула и Рема. В более широком понимании, троянцы были приняты в качестве мифических предков народа Рима.

### Другие мифы
Характерные мифы Рима чаще всего можно отнести к политическим или моральным, то есть они связаны с развитием системы римского правления в соответствии с божественными законами, выраженными древнеримской религией, и с демонстрацией приверженности человека к моральным надеждам (mos maiorum) или неудачам сделать это.
- Похищение сабинянок объясняет важность сабинян в формировании римской культуры и возвышение Рима через конфликт и альянс.
- Нума Помпилий, второй царь Рима, по происхождению сабинянин, который общался с нимфой Эгерией и создал многие из правовых и религиозных институтов Рима.
- Сервий Туллий, шестой царь Рима, который, как говорили, был любовником богини Фортуны, и чьё таинственное происхождение является свободно мифологизированным.
- Тарпейская скала и почему она использовалась для казни предателей.
- Лукреция, чьё самопожертвование послужило поводом к свержению ранней Римской монархии и привело к созданию Республики.
- Гораций на мосту, доказавший важность индивидуальной доблести.
- Муций Сцевола («Левша»), который сунул правую руку в огонь, чтобы доказать свою лояльность по отношению к Риму.
- Клелия, отважная римлянка, отданная царю этрусков Порсенне в качестве заложницы и бежавшая в Рим, переправившись верхом на коне через Тибр.
- Цекул и основание Палестрины[9].
- Манлий Капитолин и гуси, о божественном вмешательстве в осаду Рима галлами[10].
- Истории, относящиеся к Капратинским нонам и празднествам Поплифугии[11].
- Кориолан, история о политике и морали.
- Этрусский город Кориф как «колыбель» троянский и италийской цивилизаций[12].
- Прибытие Великой Матери (Кибелы) в Рим[13].

## Религия и мифы
Божественное повествование играло в греческой системе религиозной веры более важную роль, чем у римлян, для которых первичными были ритуал и культ. Хотя римская религия не была основана на священном писании и его истолковании, священническая литература была одной из самых ранних письменных форм латинской прозы. Книги (Libri) и комментарии (Commentarii) коллегии понтификов и авгуров содержали религиозные процедуры, молитвы, постановления и мнения по пунктам религиозного закона. Хотя по крайней мере некоторые из этих материалов были доступны для консультаций римскому сенату, часто они были occultum genus litterarum (тайной за семью печатями), загадочной формой литературы, к которой доступ имели только жрецы. Пророчества, относящиеся к мировой истории и судьбе Рима, появлявшиеся в критические моменты истории, неожиданно были обнаружены в туманных книгах Сивилл, которые, согласно легенде, были приобретены Тарквинием Гордым в конце VI века до нашей эры у куманских Сивилл. Некоторые аспекты архаичной римской религии были записаны в утерянных богословских трудах учёного I века до н. э. Марка Теренция Варрона, и теперь известны по трудам других классических и христианских авторов.
Во главе самого раннего пантеона в Риме была так называемая архаическая триада в лице Юпитера, Марса и Квирина, фламины которых были самого высокого ранга, а также Янус и Веста. Согласно традиции, основателем римской религии был Нума Помпилий, второй сабинский царь Рима, который, как считается, имел в качестве супруги и советницы римскую богиню, нимфу источников и пророчеств Эгерию. Под влиянием этруссков позже центром официальной религии стала капитолийская триада в лице Юпитера, Юноны и Минервы, заменив архаическую триаду — необычный пример в индоевропейской религии, когда высшая триада формируется из двух женских божеств и только одного мужского. Поклонение Диане проводилось на Авентинском холме, но самым известным римским олицетворением этой богини считается Диана Неморенсис, внимание к которой возникло благодаря мифографической классике Фрэзера «Золотая ветвь» («The Golden Bough»).
Боги отчётливо предстают как практическая необходимость в повседневной жизни, все обряды скрупулёзно проработаны, а жертвоприношения считаются необходимостью. Ранние римские божества включали множество «богов-специалистов», каждый из которых призывался в помощь для выполнения конкретного вида деятельности. Фрагменты старых ритуалов, сопровождающие такие деяния, как пахота или сев, показывают, что на каждом таком этапе вызывались отдельные божества, а имя божества происходило от названия этого этапа. Божества-покровители были особенно важны в Древнем Риме.
Таким образом, Янус и Веста охраняли двери и семейный очаг, лары оберегали поле и дом, Палес — пастбища, Сатурн — посевы, Церера — рост хлебных злаков, Помона — древесные плоды, а Конс и Опа — урожай. Даже величественный Юпитер, правитель богов, был удостоен награды за помощь дождями, которые он давал для крестьянских хозяйств и виноградников. В более широком представлении, благодаря своему оружию в виде молний, он считался дирижёром человеческой деятельности и, вследствие широты сфер влияния, защитником римлян в их военной деятельности за пределами своей общины. В более древние времена почитаемыми богами были Марс и Квирин, которых часто отождествляют друг с другом. Марс был богом войны, праздники в его честь были в марте и октябре. Квирин, как полагают современные учёные, был покровителем армии в мирное время.
Известный учёный XIX века Георг Виссова считал, что римляне различали два класса богов: di indigetes (местные) и di novensides или novensiles (новые). Местные боги были первыми богами римского государства, их имена и природа обнаруживаются из титулов ранних священников и календаря празднеств, около 30 таких богов были удостоены специальных фестивалей. Новые боги появились позднее, их культ был введён в исторический период, когда уже господствовал Рим. Как правило, дата их введения известна, их возникновение было ответом на конкретные кризисные явления или когда в них ощущалась потребность. Однако Арнальдо Момильяно и некоторые другие учёные утверждают, что о таком различии нельзя утверждать. Во время войн с Ганнибалом всякое различие между «местными» и «новыми» богами начинает исчезать, и римляне восприняли разных богов из различных культур как знак силы и универсальной божественной милости.

### Заимствованные боги
Впитывание соседних местных богов происходило постоянно, поскольку римское государство завоёвывало окружающие территории. Римляне обычно оказывали местным богам завоёванной территории те же почести, что и богам римской государственной религии. В дополнение к Кастору и Поллуксу завоёванные поселения Италии внесли свой вклад в римский пантеон в лице Дианы, Минервы, Геркулеса, Венеры и божеств меньшего ранга, некоторые из которых были италийскими божествами, другие изначально происходили из греческой культуры Великой Греции. В 203 г. до н. э. культовый объект, олицетворяющий Кибелу, был привезён из города Пессинус во Фригии и с должными церемониями приветствовался в Риме, за много веков до того, как её территория была присоединена к Риму. Два поэта той эпохи, Лукреций и Катулл, в середине первого века до нашей эры выражали неодобрительные взгляды на её дикий экстатический культ.
В некоторых случаях божества врагов власти были официально приглашены пройти через ритуал эвокации, чтобы занять своё место в новых святилищах в Риме.
Общины иностранцев (перегрины) и бывших рабов (либертины) продолжали свои религиозные обряды в пределах города. Таким способом Митра попал в Рим, и его популярность в римской армии распространила его культ до таких далёких мест, как Римская Британия. Важные римские божества были в конечном счёте отождествлены с более антропоморфными греческими богами и богинями, и вместе с ними восприняты многие из их атрибутов и мифов.